# Vorort
Vorort (meervoud: Vororte) is een Duitse term die ongeveer buitenwijk betekent. Vororte hebben vaak hun eigen zakencentrum. Het zijn vaak overblijfselen van oorspronkelijk afzonderlijke buurstadjes, of ze zijn gesticht als satellietstad. De term staat tegenover Vorstadt (voorstad), hetgeen een veel dichtbevolkter gebied beschrijft aan de rand van een grote centrale stad.

## Zwitserland
In de Zwitserse geschiedenis verwees Vorort naar het tijdelijk "voorzitterschap" van een kanton of de kantonnale hoofdstad. Tijdens het Oude Eedgenootschap werd het kanton of de stad die de Tagsatzung bijeenriep het Vorort genoemd. In de 15e eeuw werd de stad Zürich het de facto Vorort van het Eedgenootschap. Sinds de Reformatie werd Luzern het Vorort van de katholieke kantons, Aarau van de protestantse kantons, maar er bleef een gezamenlijke Tagsatzung die meestal samenkwam in Baden. Met de vestiging van de Helvetische Republiek in 1798 werden de Vororte afgeschaft en in plaats daarvan werd Aarau hoofdstad gemaakt, daarna Luzern en ten slotte Bern. Na de Mediationsakte rouleerde het "Vorort van Zwitserland" elk jaar tussen de hoofdstad Aarau en de steden Zürich, Bern, Luzern, Fribourg, Solothurn en Bazel. In 1815 werd de keuze van Vororte beperkt tot Zürich, Bern en Luzern, die om de beurt als tweejarige regeringszetel dienden tot 1847. In 1848 werd Bern de permanente zetel van de Zwitserse Bondsraad en daarmee de de facto hoofdstad van Zwitserland.

## Wenen
In Wenen betekenen de historische termen Vorstädte en Vororte twee specifieke dingen. De Vorstädte bevonden zich buiten de stadsmuren maar binnen de Linienwall, een tweede vestingring buiten de stad. De stadsmuren bevonden zich op de plek van de moderne Ringstraße, terwijl de Linienwall is vervangen door de Gürtel; beide zijn ringwegen om de stad heen. Alle historische gemeenten werden eind 19e eeuw met Wenen gefuseerd. De voormalige Vororte, die grotendeels zijn verstedelijkt net als de Vorstädte, vormen de zogeheten buitendistricten van Wenen (10e tot 19e en 21e tot 23e district).